# Kaggevinne
Kaggevinne est une section de la ville belge de Diest située en Région flamande dans la province du Brabant flamand. C'était une commune à part entière depuis la scission de la commune de Kaggevinne-Assent en 1922 jusqu'a la fusion des communes de 1977. Lors de cette fusion la partie occidentale du territoire fut rattachée à la commune de Montaigu-Zichem.

## Évolution démographique
- Sources : INS, Rem. : 1831 jusqu'en 1970 = recensements, 1976 = nombre d'habitants au 31 décembre.